# Jaskinia Złotniańska
Jaskinia Złotniańska – druga pod względem długości jaskinia Beskidu Sądeckiego. Ma dwa, położone obok siebie, otwory wejściowe znajdujące się w dolinie Złotniańskiego Potoku, na zachodnim zboczu Sokołowskiej Góry, w pobliżu kilku niewielkich jaskiń, na wysokości 815 m n.p.m.. Długość jaskini wynosi 155 metrów, a jej deniwelacja 12 metrów.

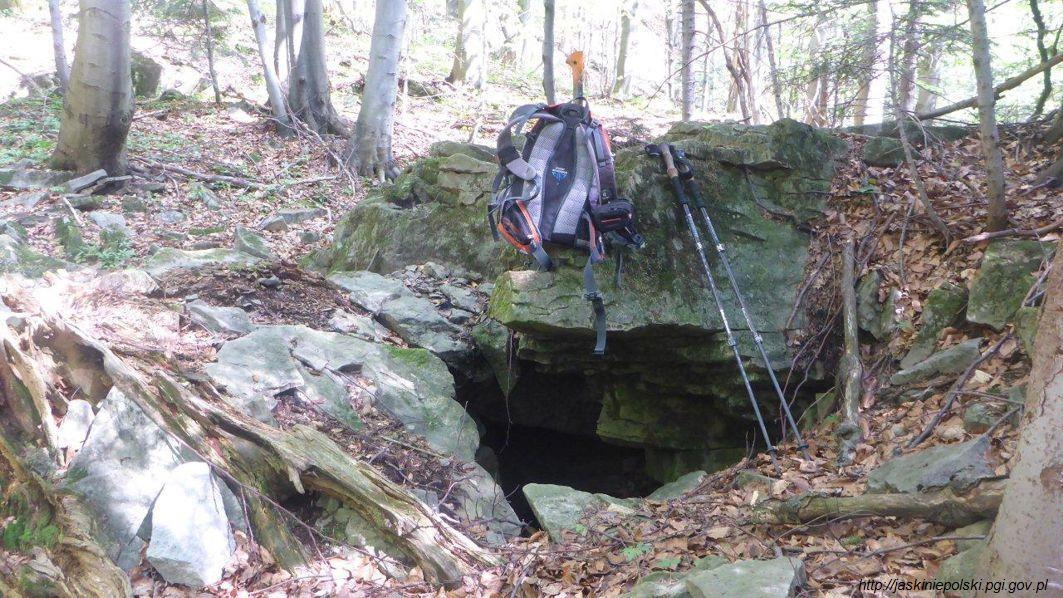
Otwór jaskini

## Opis jaskini
Od dużego otworu wejściowego idzie stromo w dół korytarzyk, który prowadzi do zacisku i dalej do 2-metrowej studzienki. Na jego początku odchodzi w bok krótki ciąg do mniejszego, drugiego otworu. Na dnie studzienki zaczyna się ciąg prowadzący przez 2-metrowy próg do Sali pod Wiszącą Wantą. Z niej odchodzą trzy ciągi:

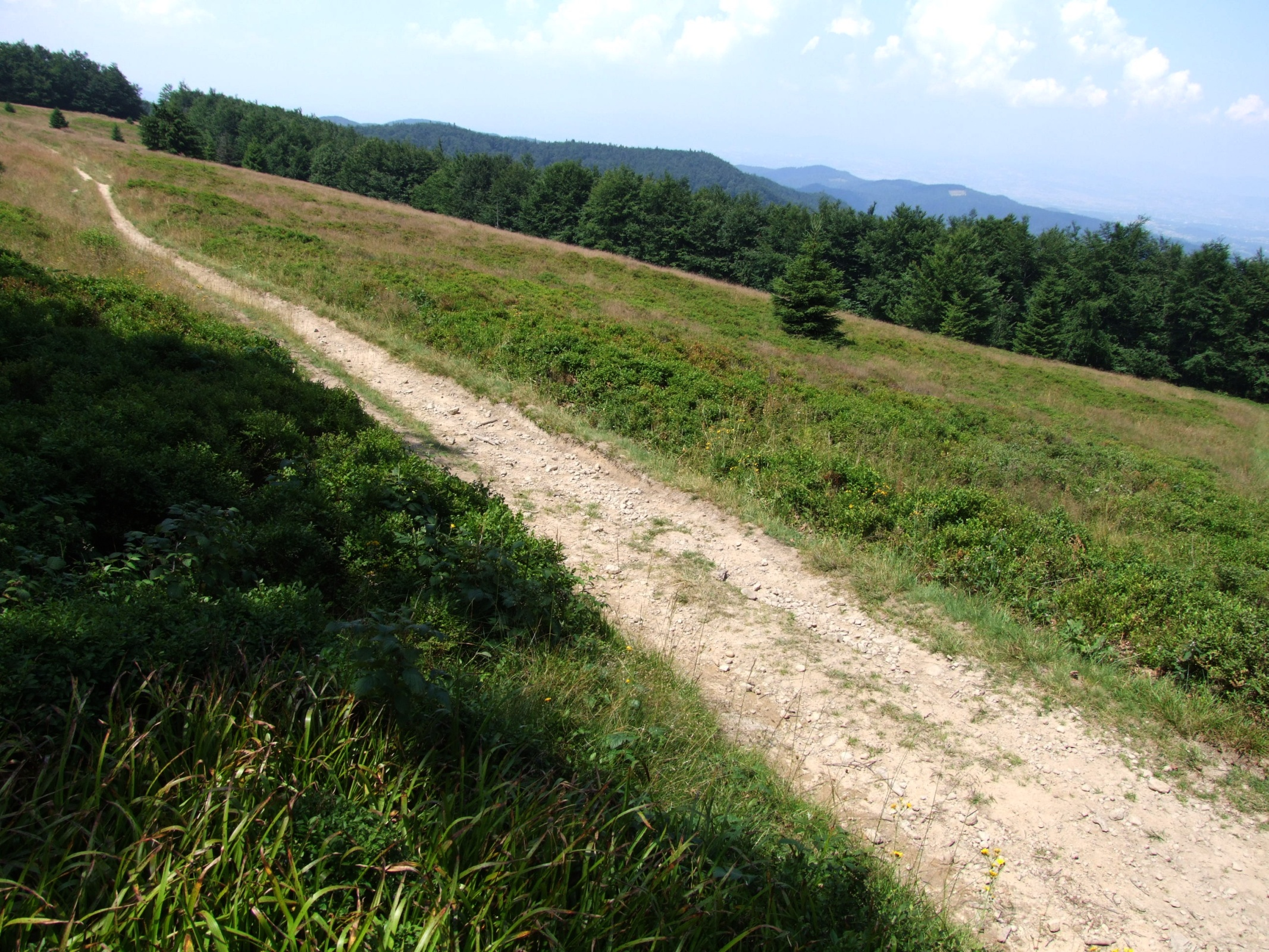
Sokołowska Góra, widok z Hali Barnowskiej

- na lewo w dół idą ciasne szczeliny
- przechodząc przez 2-metrowy próg dochodzi się do Niskiej Sali skąd:

1. idzie ciąg, składający się z kilku zacisków i studzienek, na dno jaskini
2. przez zacisk położony w najwyższej części sali przechodzi się do Wysokiej Sali

- idąc przez studzienkę w dnie sali dochodzi się do Ciągu z Kościami. Jest to wysoki korytarz prowadzący do najniższego punktu jaskini[2].

## Przyroda
Jaskinia jest typu osuwiskowego. Nie ma w niej nacieków. Zamieszkują ją nietoperze. Są to podkowce małe i nocki duże. Flory nie badano. W Ciągu z Kościami znaleziono szkielet borsuka.

## Historia odkryć
Jaskinia została odkryta przez E. Borka i K. Farona w lutym 1990 roku. Jej opis i plan sporządzili E. Borek i P. Wańczyk w 1997 roku.